# ル・シェネ
ル・シェネ （Le Chesnay）は、フランス、イル＝ド＝フランス地域圏、イヴリーヌ県のコミューン。
2019年、西に隣接するロカンクール（fr:Rocquencourt）と合併し、新しいコミューンであるル・シェネ＝ロカンクール（fr:Le Chesnay-Rocquencourt）となった。

## 地理
パリから約1７km離れている。コミューン北東部は、オークやクリの森林で覆われている。

## 歴史

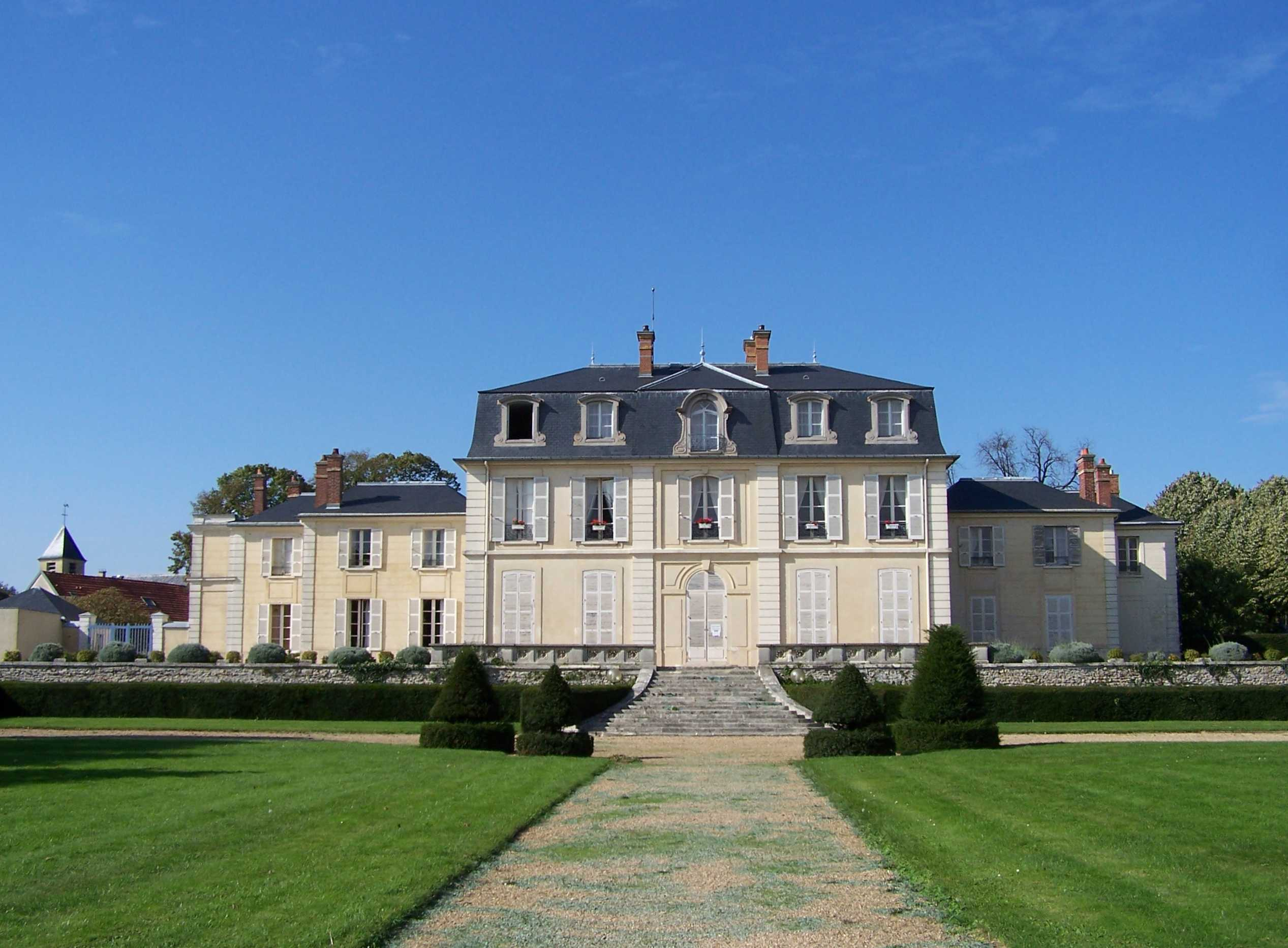
グラン・シェネ城

木こりや農夫が暮らす森の中の小さな村は、1200年頃『住むのに良いシェノワ』（Qu'il fait bon de vivre au Chainoy）と呼ばれていた。カール大帝時代には、シェネは『カシの木のある場所』（l'endrois où il y a des chênes）と呼ばれていた。
1683年、当時ロケンクール教区に含まれていたル・シェネを、ルイ14世がヴェルサイユ庭園（fr）を囲むため購入した。ヴェルサイユ宮殿建設と同時に、ウベール庭園内にグラン・シェネ城が建てられ、ル・シェネの発展に貢献する結果となった。
1969年、ショッピングモール、Parly 2（fr）が開業した。現在はヨーロッパ有数の規模となっている。
コミューンの住民の半数以上が分譲マンションに住んでいる。

## 交通
- 道路 - A13、D307
- 鉄道 - 鉄道駅はない。最寄はトランジリアンL線、ヴェルサイユ＝リヴ・ドロワ駅となる。

## 姉妹都市
- ヘッペンハイム、ドイツ

## 出身者
- ユスフ・サバリ - サッカー選手
- ニコラ・アネルカ - サッカー選手
- ビクター・ウェンバンヤマ - バスケットボール選手
- ジャン＝パスカル・バラク - ラグビー選手
- ニコラ・ゴダン - ミュージシャン